# Kostel Všech svatých (Vyšehorky)
Kostel Všech svatých ve Vyšehorkách je raně gotickou stavbou z poloviny 13. století. Patří k nejstarším a památkově nejhodnotnějším stavbám regionu (nástěnné malby, gotické kamenné prvky, podsebití). Středověký ráz stavby nebyl narušen ani pozdějšími stavebními úpravami. V roce 1964 byl areál kostela s branou, ohradní zdí a kamenným křížem zapsán na seznam kulturních památek.

## Historie
První písemná zmínka o obci Vyšehorky a tamním kostele pochází z r. 1369. V zemských deskách je zmíněno několik odkazů pánů z Kunštátu, sídlem na Líšnici, vyšehorskému kostelu v průběhu dalších let. V nejstarší době svého trvání patřily Vyšehorky i s kostelem držitelům líšnického statku. V roce 1494 se majiteli kostela stávají Haugvicové z Biskupic. Během 16. století se vystřídalo několik majitelů. Ve druhé polovině 16. století přechází kostel do majetku Kobylků z Kobylí, kteří podporovali protestantské učení. Po porážce stavovského povstání přišli o majetek a majitelem kostela se stal olomoucký biskup František z Dietrichštejna. Během rekatolizačního období byla farnost v r. 1636 předána pod správu Mohelnice. Vyšehorská farnost byla obnovena v r. 1663. 
Vznik kostela je podle stavebně-historického průzkumu předpokládán ve druhé polovině 13. století. Jeho stavba probíhala v několika etapách, završena byla ve čtyřicátých letech 14. století výstavbou boční lodi (věže) s podsebitím. Počátkem 15. století byla přistavěna sakristie s valenou kamennou klenbou při severním styku lodi a presbytáře. Z poloviny 17. století pochází jižní sakristie přisazená k boční lodi (věži). Barokní přestavbou interiéru prošel kostel v r. 1768. Byl upraven strop, vybudován triumfální oblouk a kruchta s kuželkovou balustrádou.
Dne 8. července 1957 byl kostel zasažen bleskem, při požáru shořela střecha i s dřevěnou nastavbou zvonice a téměř celý inventář včetně dvou zvonů z počátku 16. stol. V šedesátých letech byl kostel zastřešen šindelovou střechou a byl proveden stavebně-historický průzkum a restaurátorský výzkum nástěnných maleb. Až v roce 1994 byla provedena rozsáhlá rekonstrukce včetně archeologického průzkumu vnitřní plochy kostela, při němž byly nalezeny střepy keramických nádob (nejstarší z druhé poloviny 13. stol,) a stavebního kování.Byly restaurovány nástěnné malby, položena nová dlažba, nově postaven dřevěný kůr a bylo odstraněno zazdění gotických oken, k němuž došlo v období barokizace kostela.
Obnova kostela byla dokončena v roce 1997. Téhož roku byl kostel opět vysvěcen.

## Popis

### Areál
Kostel stojí uprostřed návsi. Až do 1. světové války byl obehnán zdí, z níž se dochovala pouze malá část s barokní bránou. V prostranství mezi zdí a kostelem se nacházel vesnický hřbitov, kde se pochovávalo až do r. 1879. Kosterní pozůstatky byly nalezeny i pod hlavním oltářem kostela a pod podlahou severního přístavku. Mezi vstupní branou a kostelem stojí pískovcový raně empírový kříž s tělem Krista z roku 1807.

### Exteriér
Hlavní část kostela je loď obdélného půdorysu, na niž navazuje menší čtvercový presbytář (kněžiště). Počátkem 14. stol. byla podél jižní strany hlavní lodi přistavěna věž (boční loď) se zvonicí, jejíž půdní patro je opatřeno podsebitím. Valbová střecha se přimyká k sedlové nad lodí a ve východní části hřebene nese dřevěný sanktusník s kuželovou stříškou. Výška hřebene střechy kaple je 16,70 m a je o 2,5 m vyšší než střecha hlavní lodi. V průčelí této lodi se dochoval pískovcový portál s rytým letopočtem MDXXIX a znakem zednické lžíce a kladívka. Zde je hlavní vstup do kostela. Nad vchodem je půlkruhové okno s šestitabulkovou výplní. Z jihu je k rozhraní lodi, kněžiště a kaple přistavěna přízemní obdélná sakristie s venkovními dveřmi a dvěma okny na východní straně. Původně gotická okna hlavní lodi na jižní straně byla barokně upravena. Na severní straně kněžiště byl zbudován nízký přístavek (stará sakristie) s valbovou střechou. Presbyterium zvenku podpírají dva dvoustupňové opěrné pilíře. Ve středu východního průčelí je štěrbinové gotické okno. Střechy všech částí kostela jsou pokryty dřevěným šindelem.

### Interiér
Podlaha hlavní lodi se nachází 98 cm pod okolním terénem. Do hlavní lodi se proto sestupuje po schodech. Hlavní loď i boční kaple mají plochý dřevěný strop. Ve vstupní části je hlavní loď předělena jednoduchou dřevěnou vestavbou (kůr). Vpravo je vstup do boční lodi (kaple), který vznikl probouráním bývalého vysokého středního gotického okna. Je 4,3 m široký, výška je 5,39 m. Hlavní vchod do kostela je přes boční loď. Současná podoba spojení hlavní lodi s presbytářem pochází z r. 1768, kdy byl původní lomený gotický oblouk přestavěn a vyzděn do půlkruhového oblouku.
Presbytář (kněžiště) je nejstarší částí kostela a je pozůstatkem původní gotické kaple. Má kamennou klenbu vyztuženou křížovými pískovcovými žebry. Vchod do severního přístavku byl zvětšen a osazen barokním portálem. Kněžišti dominuje hlavní oltář, zasvěcený všem svatým. Základ oltáře i jeho nadzemní část jsou z velkých pískovcových kvádrů, překrytých nahoře pískovcovou deskou. Oltářní obraz pochází z r. 1830. Pod oltářem byly při archeologickém průzkumu nalezeny kostry nejméně tří osob. Kněžiště bylo v minulosti několikrát malované. Na severní zdi se dochovaly tři erby pánů z Kunštátu. Pod nimi lze rozpoznat fragmenty klečící postavy, opasku a meče. Na východní stěně je vpravo u okna slabě znatelná postava světce či světice.
V obou lodích se nacházely náhrobní kameny, většina byla během barokní přestavby vyzvednuta z původních pozic. Na východní straně hlavní lodi byla nalezena prázdná hrobka uzavřená pískovcovou deskou. Dva boční oltáře jsou zasvěceny Matce Boží a Svaté Anně. U tohoto oltáře byl použit pro mensu náhrobní kámen. Má rytou kulturu fresky ženy se sepjatýma rukama a patřil zřejmě Anně, manželce Bočka z Kunštátu a Líšnice , která zemřela v roce 1371. Další náhrobní kámen patřil Jindřichovi Kobylkovi z Kobylí (r. 1576) a v hlavní lodi byl druhotně osazen, nekryl jeho hrob. V boční lodi byly nalezeny 4 náhrobníky. Přepažením boční lodě vznikla v západní části pohřební místnost pro příslušníky rodu Kobylků z Kobylí. Měla rozměr 5,4 × 2,3 metru a byla zaklenuta valenou cihlovou klenbou. Její pozůstatek byl zjištěn v záseku zdi v západní stěně.

## Galerie

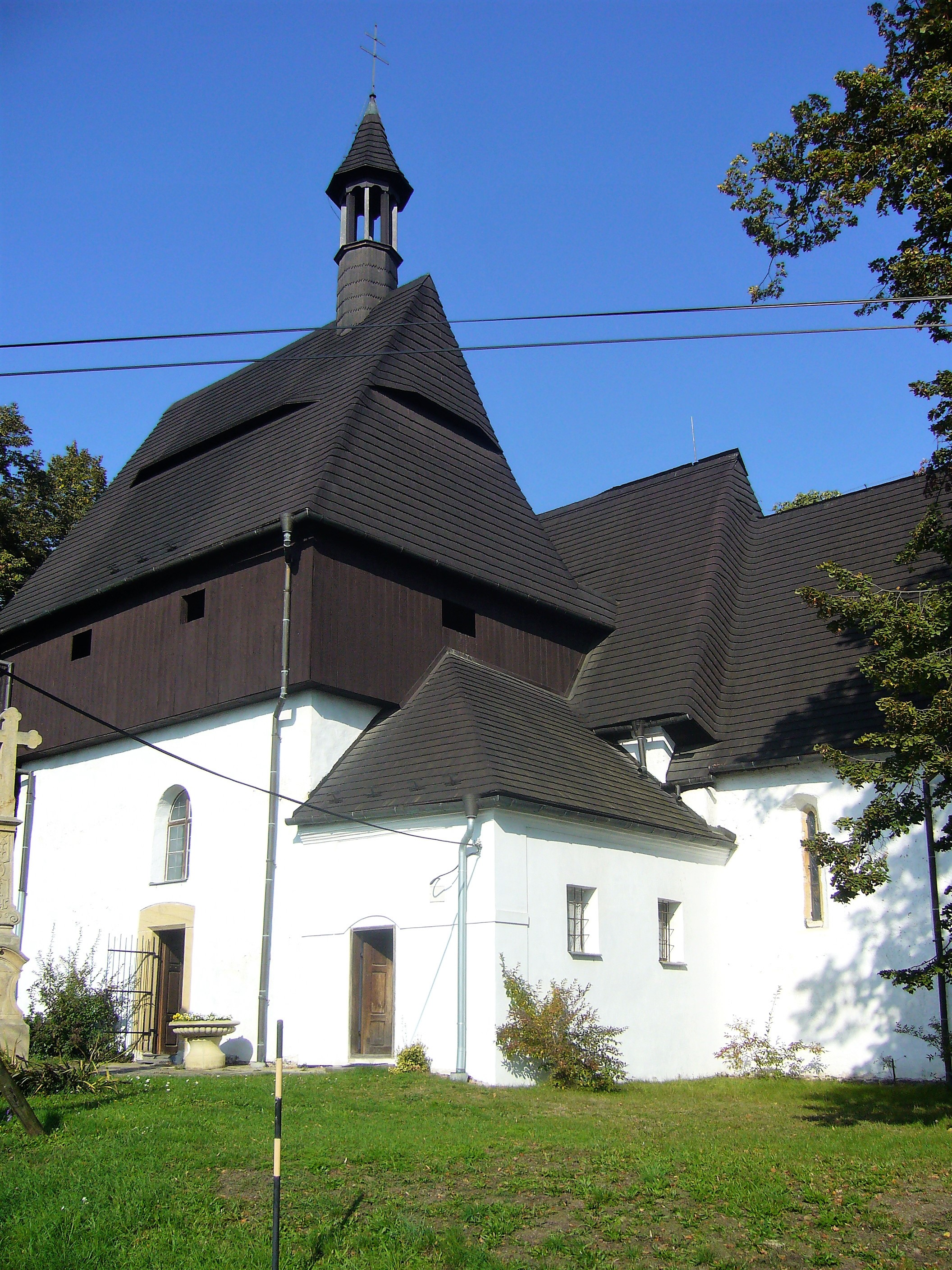
Boční loď (kaple) s hlavním vstupem do kostela
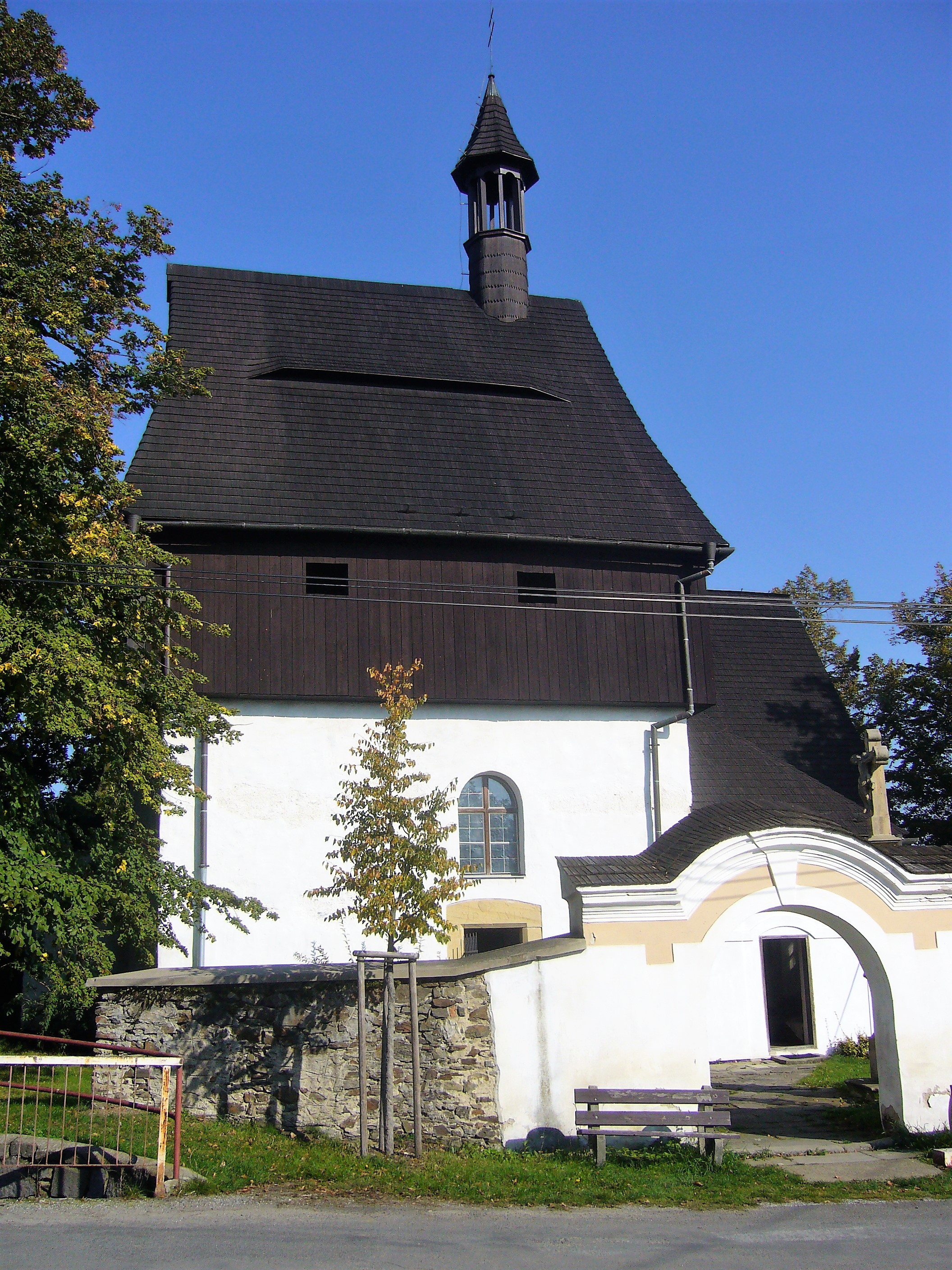
Vstupní brána do areálu kostela
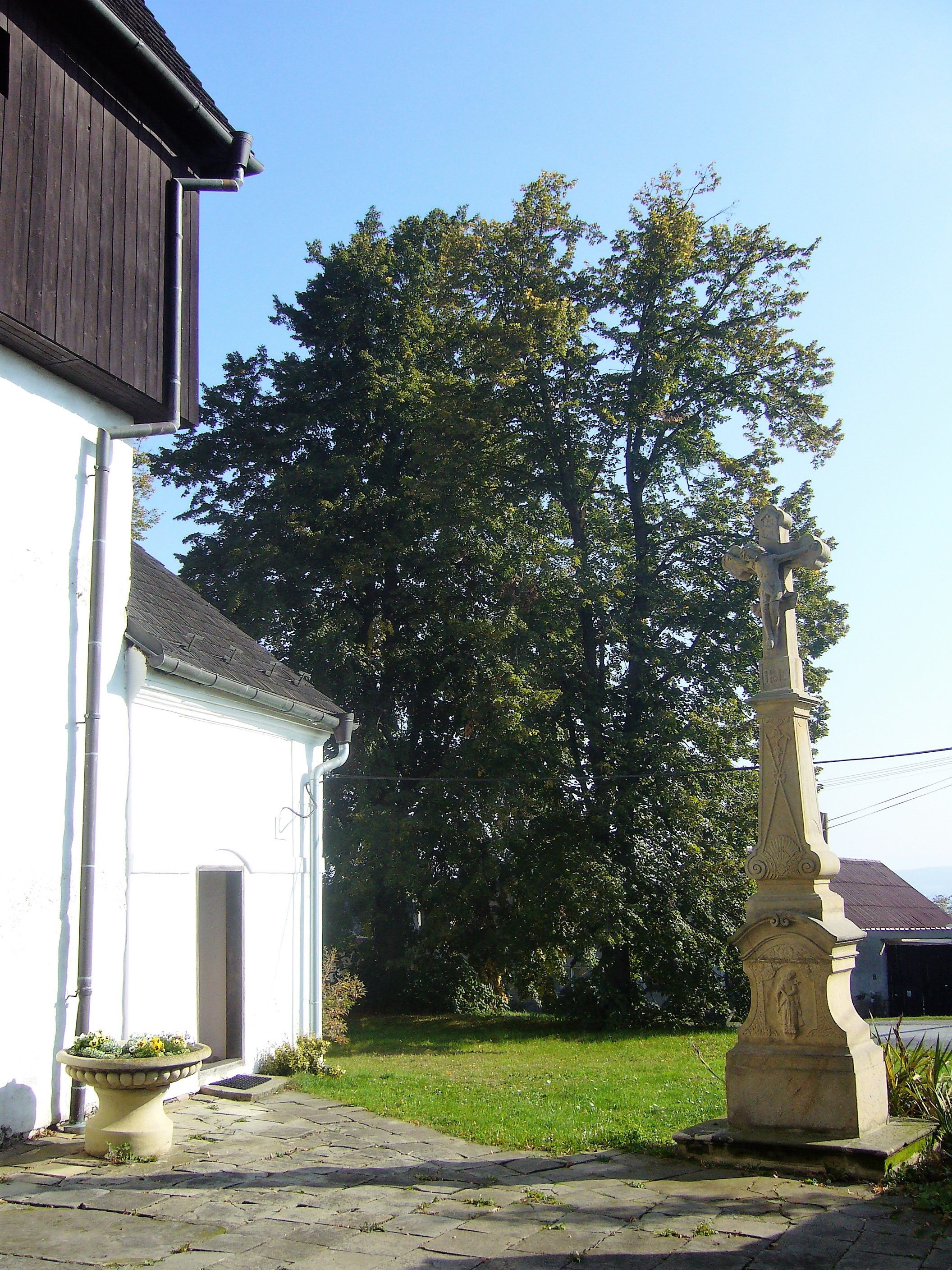
Kříž před vstupem do kostela
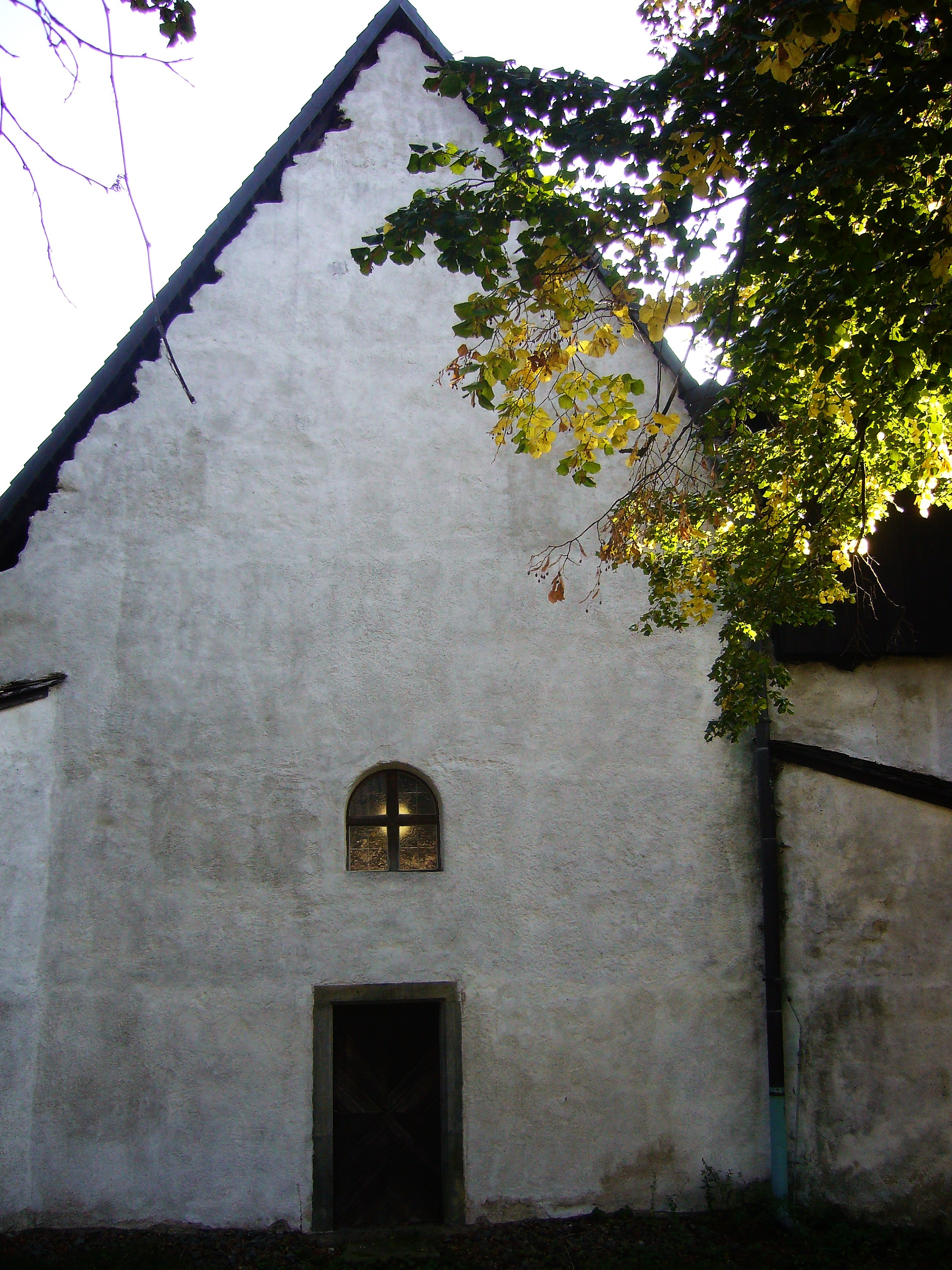
Vstup do hlavní lodi
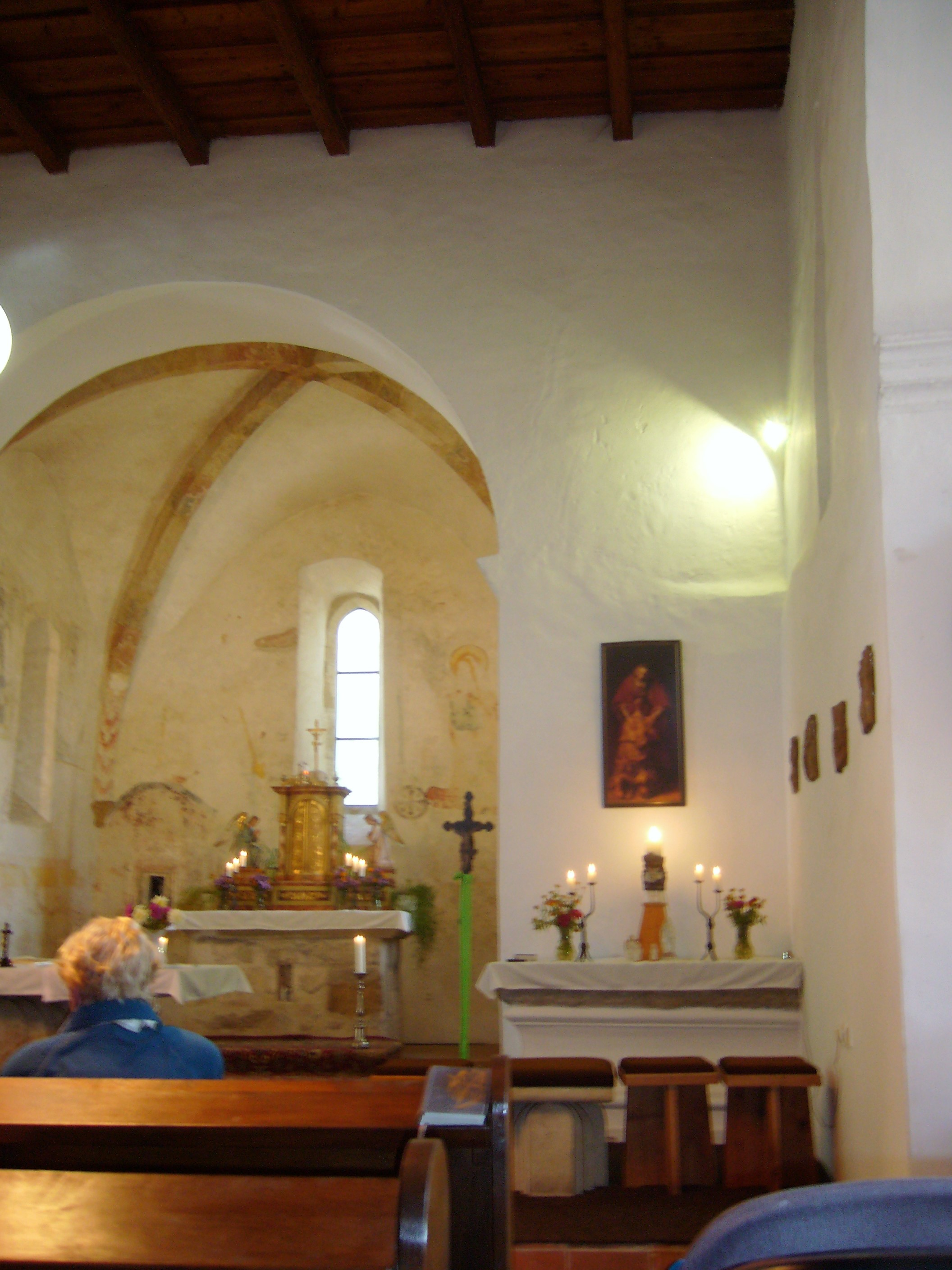
Pohled do presbytáře
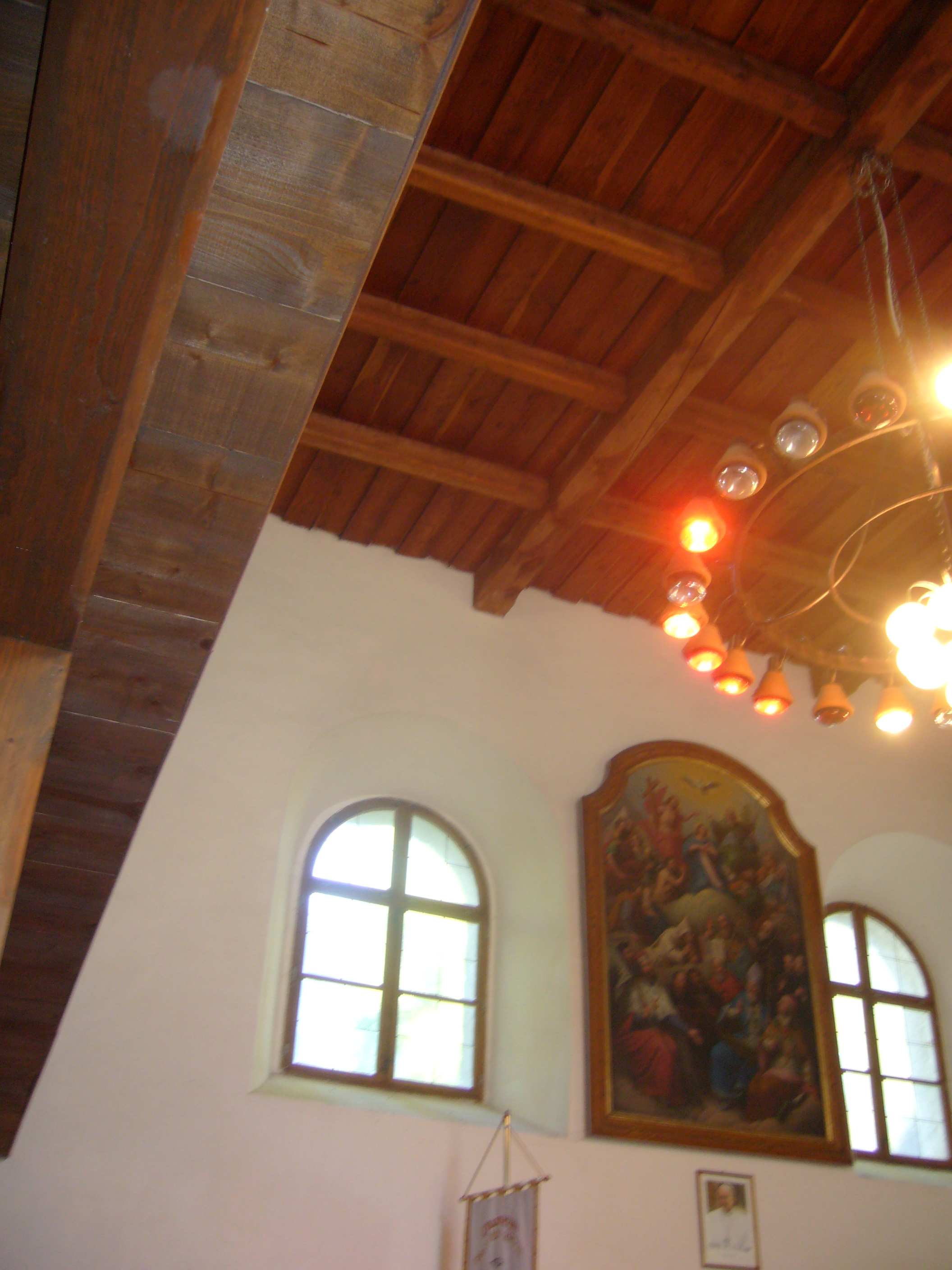
Hlavní loď
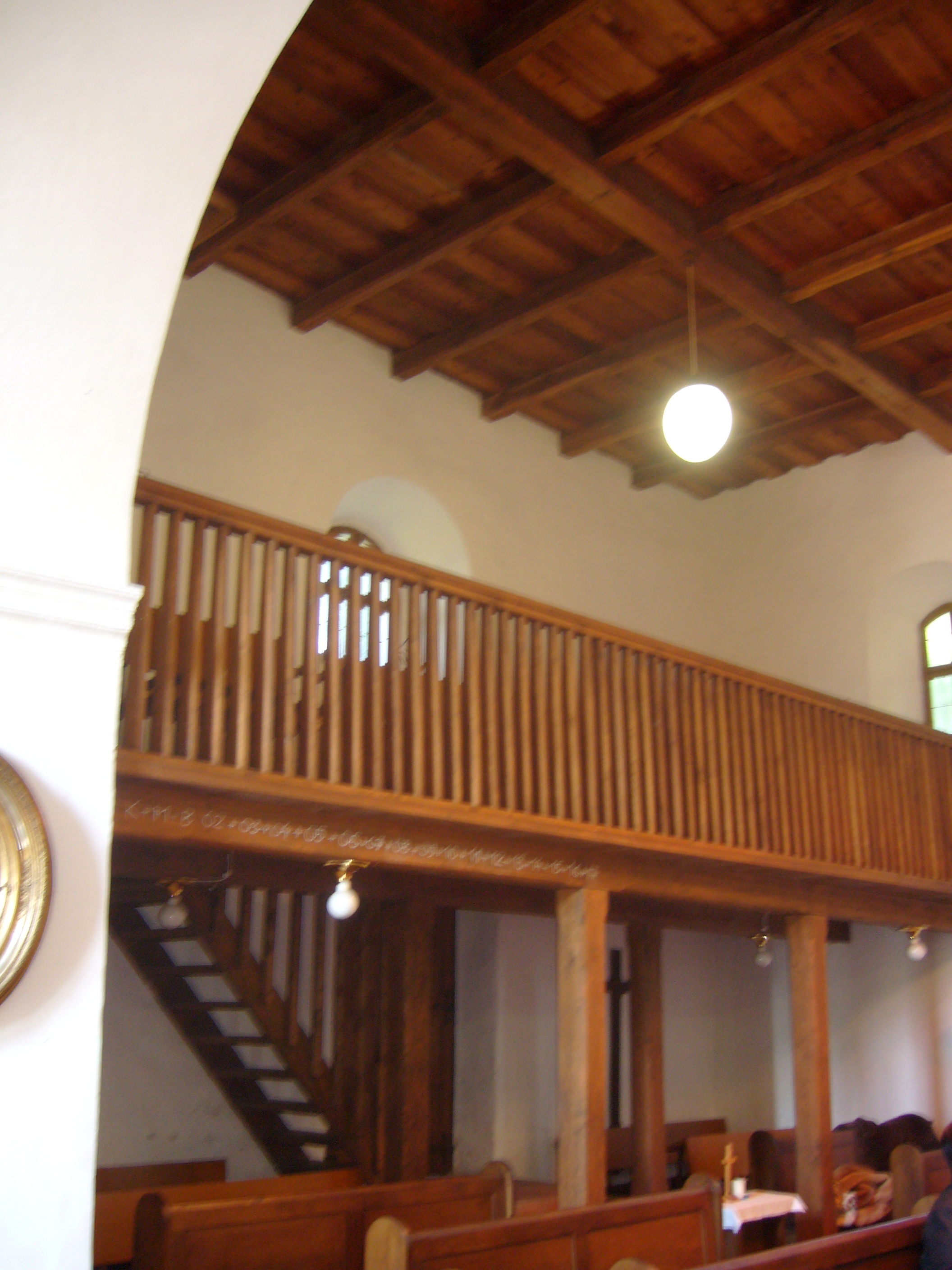
Kruchta v hlavní lodi
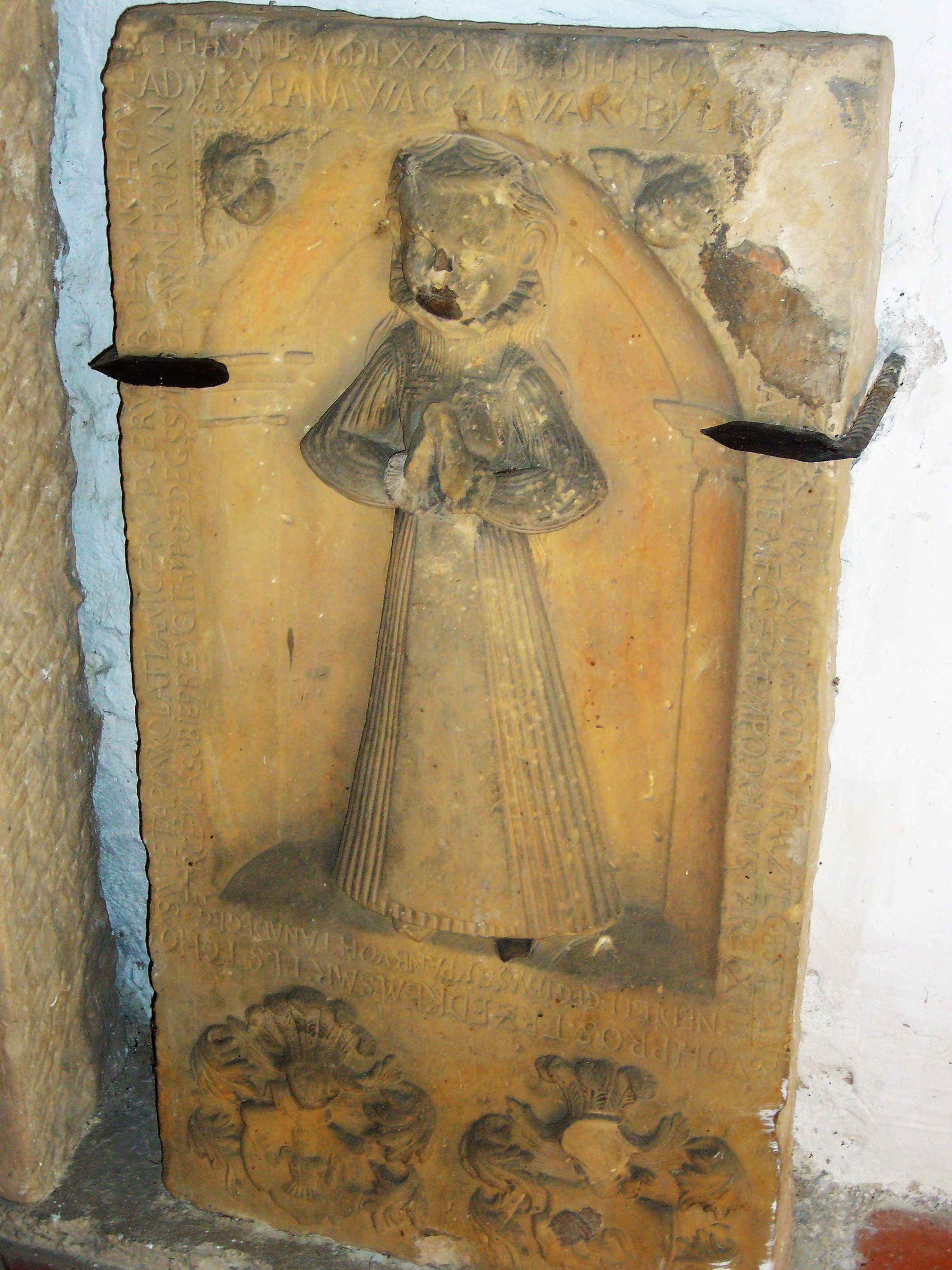
Náhrobník v boční lodi
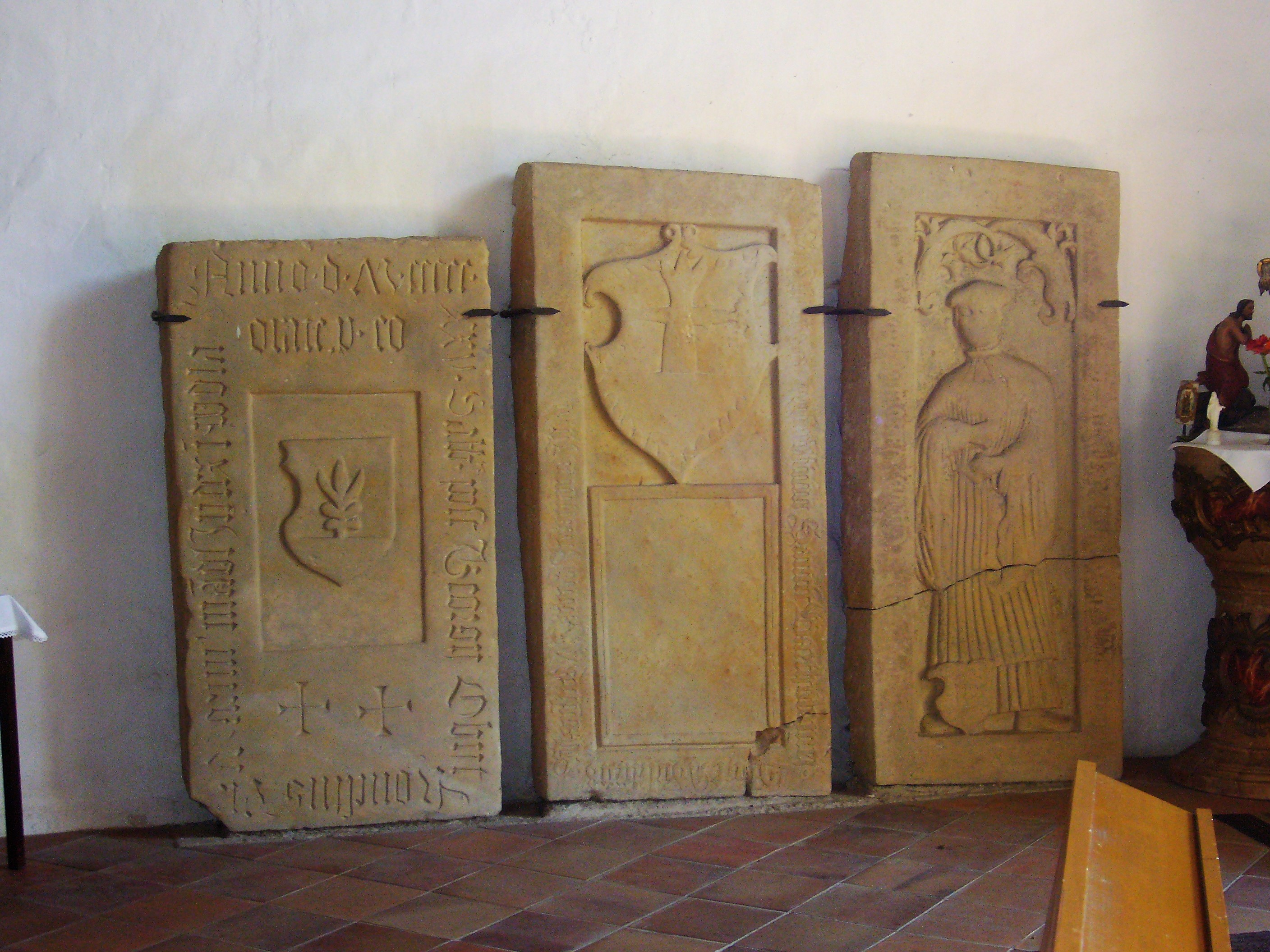
Náhrobníky v boční lodi